# Peperomia brachystachya
Peperomia brachystachya är en pepparväxtart som beskrevs av Albert Gottfried Dietrich. Peperomia brachystachya ingår i släktet peperomior, och familjen pepparväxter. Inga underarter finns listade i Catalogue of Life.